# Zabrachia latigena
Zabrachia latigena är en tvåvingeart som beskrevs av James 1980. Zabrachia latigena ingår i släktet Zabrachia och familjen vapenflugor. Inga underarter finns listade i Catalogue of Life.